# Marius-Horia Țuțuianu
Marius Horia Țuțuianu (n. 1 septembrie 1976, Constanța, România) este un politician român, care a fost președinte al Consiliului Județean Constanța, din partea PSD, în perioada 2016-2020. În prezent, este membru al Camerei Deputaților, ales în 2020, din partea PSD, în circumscripția electorală Constanța.

## Studii și specializări
- 1991-1995 - Colegiul Comercial Carol I Constanța[3]
- 1995-1999 - Institutul de Drept și Relații Internaționale „Nicolae Titulescu”, București
- 1999-2000 – Centrul Național de Educație în Turism - Curs „Managementul activităților din turism”
- 2000-2001 – Agenția Națională pentru Turism – Brevet turism
- 2011-2012 – Masterat la Universitatea „Ovidius” din Constanța, Facultatea de Drept și Administrație Publică
- 2019 – Academia de Poliție „Alexandru Ioan Cuza”, diplomă postuniversitară în Management Strategic al Afacerilor Interne

## Activitate profesională
- 1998 - Șef recepție complex hotelier – Bicomtur S.A.
- 1999-2001 - Economist – Neptun-Olimp S.A.
- 2001-2002 - Șef serviciu comercial/producție/CTC – SC Euxin S.A.
- 2002-2016 - Director General – SC Euxin S.A.
- 2014-2016 - Reprezentant din partea Consiliului Județean Constanța în Adunarea Generală a Acționarilor la SC. RAJA S.A.
- 2012-2016 - Președinte al Consiliului de Administrație – Neptun-Olimp S.A.
- 2012-2016 - Consilier Județean – Consiliul Județean Constanța
- 2016-prezent - Președinte al Consiliului Județean Constanța
- 2017-prezent – Membru titular în Comitetul European al Regiunilor cu atribuții în două Comisii: CIVEX și ENVE

## Activitate politică
În anul 2016 devine vicepreședinte al PSD Constanța, funcție în care este reconfirmat în vara anului 2019.
În 2020 a fost ales deputat, din partea PSD, în circumscripția electorală Constanța.

## Studiile și începutul activității profesionale
Președintele Consiliului Județean este absolvent cu diplomă de licență al Universității din București, licențiat al Institutului de Drept și Relații Internaționale „Nicolae Titulescu“, în științe juridice, specializarea drept și relații internaționale, promoția 1999.
În anul 2000, a absolvit cursul „Managementul activităților din turism“ organizat de Agenția Națională pentru Turism/Centrul Național de Educație Permanentă în Turism, iar în 2001 a obținut brevetul în turism, specializarea hotelărie și administrație, organizat tot de Agenția Națională pentru Turism. În 2012, Țuțuianu a absolvit și un masterat în administrație și guvernare, în cadrul Facultății de Drept și Administrație Publică, la Universitatea „Ovidius“ Constanța. 
Concomitent cu formarea continuă, șeful Consiliului Județean Constanța a lucrat încă din timpul vacanțelor studențești. Primul loc de muncă a fost ca șef de recepție într-un complex hotelier din Eforie Sud.
Între 1999 și 2001, a ocupat postul de economist sector producție - comerț - alimentație publică și turism, în cadrul SC Neptun-Olimp SA din Mangalia. Din 2001 și până în 2002, acesta a ocupat funcția de șef serviciu comercial/producție în cadrul SC Euxin SA din Constanța. În perioada 2002 - 2016, Horia Țuțuianu a fost director general al aceleiași societăți. Practic, din această funcție a venit direct la Consiliul Județean.
În 2012-2016 a deținut și funcția de președinte al Consiliului de Administrație al SC Neptun-Olimp SA din Mangalia, iar în plan administrativ, mandatul de consilier județean PSD. În timpul mandatului de ales local a fost și reprezentant din partea Consiliului Județean Constanța în Adunarea Generală a Acționarilor la SC RAJA SA.
În urma alegerilor locale din 2016, Marius Horia Țuțuianu devine președinte al Consiliului Județean Constanța. El este cea mai tânără persoană care a preluat acest mandat.
Din 2017 este membru titular în cele două comisii CIVEX și ENVE din cadrul Comitetului European al Regiunilor.
Este căsătorit și are doi copii.